# 奥列格·卡卢金
奥列格·丹尼洛维奇·卡卢金（俄语：Олег Данилович Калугин，1934年9月6日—）是前克格勃将军（2002 年被俄罗斯法院裁定剥夺其军衔和勋章）。他曾在美国担任克格勃政治行动负责人，后来成为该机构的批评者。在莫斯科缺席审判期间被判缺席为西方从事间谍活动后，他留在美国，并于2003年8月4日宣誓成为美国公民。  

## 早年生活和事业
卡卢金1934年9月6日出生于列宁格勒，是内务人民委员部一名军官的儿子，他就读于列宁格勒国立大学，并在克格勃第一总局（对外情报局）的支持下被克格勃招募。培训结束后，他被派往美国，并于 1958 年与亚历山大·雅科夫列夫 一起获得富布赖特奖学金，在哥伦比亚大学就读新闻专业。他继续伪装成一名记者多年，最终担任莫斯科电台驻联合国记者。 1965 年，在纽约市呆了五年后，他回到莫斯科，在苏联外交部新闻官的掩护下任职。
卡卢金随后被派往华盛顿特区，担任苏联大使馆副新闻官。实际上，他是苏联大使馆的副驻地兼代理主任。随着队伍的上升，他成为克格勃在苏联驻华盛顿大使馆外活动的高级官员之一。这导致他在 1974 年晋升为将军，成为其历史上最年轻的将军。
然后他回到克格勃总部，成为外国反情报部门或第一总局K分部的负责人。同时，他因刺杀保加利亚作家乔治·马可夫而获得崇高的荣誉。它是应托多尔·日夫科夫的要求完成的，然后是克格勃负责人尤里·安德罗波夫的命令。 

## 对克格勃的批评
1980年，由于弗拉基米尔·克留奇科夫发起的阴谋，卡卢金被降职为列宁格勒克格勃副主席，当时他是尤里·安德罗波夫的亲信，曾被卡卢金私下批评过。卡卢金被指控在 20 年前招募了一名实际上是美国间谍的特工（尽管克格勃可能认为不正确）。 这让卡卢金本人似乎成为了安全隐患。他被怀疑为中央情报局工作，但没有任何支持证据。克格勃主席兼1991 年八一九政变策划者弗拉基米尔·克留奇科夫声称，在他从事反间谍工作期间，卡卢金未能发现一名美国特工，但据称他的继任者会找到十几名。 前中央情报局间谍卡尔·克谢尔 (Karl Koecher)毫无根据地声称，卡卢金对他的最终被捕负有责任。
未经证实的指控并没有阻止他批评该机构的政策和方法。他抱怨说，克格勃在恐吓普通民众的同时，却忽视了苏联社会最高层的腐败。他肆无忌惮的公开批评导致他先是在1987年在科学院重新分配到安全官员职位，然后在 1988 年在电子部重新分配。他在克格勃的职业生涯以1990年2月26日被迫退休而告终
随着苏联在米哈伊尔·戈尔巴乔夫的领导下经历变革，卡卢金通过谴责苏联安全部队是斯大林主义的国内政治警察，更加直言不讳地公开批评克格勃，但他从不质疑海外间谍活动的重要性。最后，在1990年，戈尔巴乔夫签署了一项法令，剥夺了卡卢金的军衔、勋章和退休金。1991年8月，戈尔巴乔夫退还了军衔、勋章和退休金。 尽管遭到克格勃官方的反对  他还是在1990年9月当选为克拉斯诺达尔地区最高苏维埃的人民代表。

## 反击苏联政变企图
卡卢金成为俄罗斯苏维埃联邦社会主义共和国总统叶利钦的坚定支持者。在克格勃主席弗拉基米尔·克留奇科夫领导的1991年苏联未遂政变期间， 他带领群众前往反政变活动的大本营俄罗斯白宫，并诱使叶利钦向群众讲话。
政变后，他成为新任克格勃主席瓦季姆·巴卡京的无偿顾问。卡卢金直言不讳地告诉媒体，在未来，克格勃应该没有政治职能，也没有制造毒药和秘密武器的秘密实验室。虽然巴卡京成功地废除了旧的安全机构，但他在1991年11月被解雇之前没有时间对其进行充分改革。

## 流亡美国
根据卡卢金的说法，他从未出卖过任何苏联特工，除了那些已经为西方情报部门所知的人。他称像奥列格·戈尔季耶夫斯基这样的向西方提供情报的叛逃者是“叛徒”。
他在 1994 年出版的《第一总局：我在情报和间谍活动中对抗西方的32年》一书中的一项指控称，曾帮助叛徒乔治·布莱克越狱肖恩·伯克之死是因下令投毒而死由克格勃。 另一项指控是，根据对这本书的评论，克格勃“通过勒索许多同性恋神父，实际上控制了俄罗斯东正教”。  （在 2015 年的一次采访中，他将已故教会领袖、莫斯科牧首阿列克谢二世称为克格勃合作者。 ) 该书的第二版于 2009 年出版，提供了一些关于卡卢金在第一版中仅简要讨论过的案例的额外细节。 
1995年，卡卢金接受了美國天主教大學的教职，此后一直留在美国。 定居华盛顿特区后，他首先在 2008 年撰写了第一部关于冷战间谍活动的书，随后又写了一本《间谍大师》 。他还与前中央情报局局长威廉·科尔比和Activision（动视）合作制作了Spycraft: The Great Game ，这是一款CD-ROM游戏，于1996年发行。他经常出现在媒体上，并在多所大学讲学。
2001年6月，卡卢金在对喬治·特洛費莫夫的间谍审判中作证，乔治·特罗菲莫夫是美国陆军预备役退役上校，被控在1970年代和1980年代为克格勃从事间谍活动。当被问及他是否知道代号为“Markiz”的美国军事情报间谍的名字时，卡卢金回答说“知道，他的名字叫乔治·特罗菲莫夫。” 卡卢金作证说，奥地利的俄罗斯东正教伊里尼 (Susemihl)都主教招募了特罗菲莫夫为克格勃服务。卡卢金进一步描述了他在 1978 年邀请大都会参观他的别墅。根据 Kalugin 的说法，“他做得很好，特别是在招募 Markiz 方面。我想感谢他所做的一切。” 卡卢金进一步描述了他自己在奥地利某个地点与特罗菲莫夫的会面。当被问及他作证的原因时，卡卢金解释说，作为一名外籍居民，他试图遵守美国法律。特罗菲莫夫被判有罪并被判处无期徒刑。
2003年8月4日，卡卢金成为美国归化公民。

## 对普京的批评
随着克格勃成员的掌权，最著名的是弗拉基米尔·普京，卡卢金再次被指控犯有叛国罪。 2002年，他在莫斯科被缺席审判，并被判犯有为西方从事间谍活动的罪行。 他被判处 15 年监禁， 在他形容为“今天真正胜利的苏联正义”的判决中。 美国和俄罗斯没有引渡条约， 尽管美国无论如何都不太可能以此类指控引渡卡卢金。
截至 2019 年，卡卢金是反情报和安全研究中心 (CI CENTRE) 的教授。 他是国际间谍博物馆顾问委员会的成员。 他仍然批评前下属普京，称普京在第二次车臣战争中的行为是“战犯”，并声称他总有一天会面临国际法庭审判，并将因他对俄罗斯犯下的罪行受到严厉惩罚，就像南斯拉夫前总统米洛舍维奇一样。   

## 作品
- The First Directorate: My 32 Years in Intelligence and Espionage Against the West by Oleg Kalugin and Fen Montaigne. 1994. 374 pages. St Martins Pr.  ISBN 0-312-11426-5
- Spymaster: The Highest-ranking KGB Officer Ever to Break His Silence by Oleg Kalugin and Fen Montaigne. 1995. Blake Publishing Ltd.  ISBN 1-85685-101-X
- (Russian) Proshchai, Lubianka! (XX vek glazami ochevidtsev) by Oleg Kalugin. 1995. 347 pages. "Olimp"  ISBN 5-7390-0375-X
- Window of opportunity: Russia's role in the coalition against terror. An article from: Harvard International Review. 22 September 2002. Vol. 24 Issue 3 Page 56(5).

## 笔记
1. ↑  A scientist, codenamed Cook, was recruited by Kalugin in the US, where he worked for the KGB and was later evacuated to the Soviet Union to avoid his arrest by the FBI. There, Cook started criticizing the inefficient socialist system, particularly in the scientific institutes in which he worked, and was framed by the KGB and convicted to eight years of prison. Andropov ordered Kalugin to interrogate Cook in Lefortovo Prison and extort Cook's admission that he was indeed a US spy. During the recorded interrogation, Cook was terrified that a man who recruited him to work for the Soviet Union now wanted him to admit spying for the US. Cook refused to admit anything and so instead condemned Kalugin.